# 皮里海峽

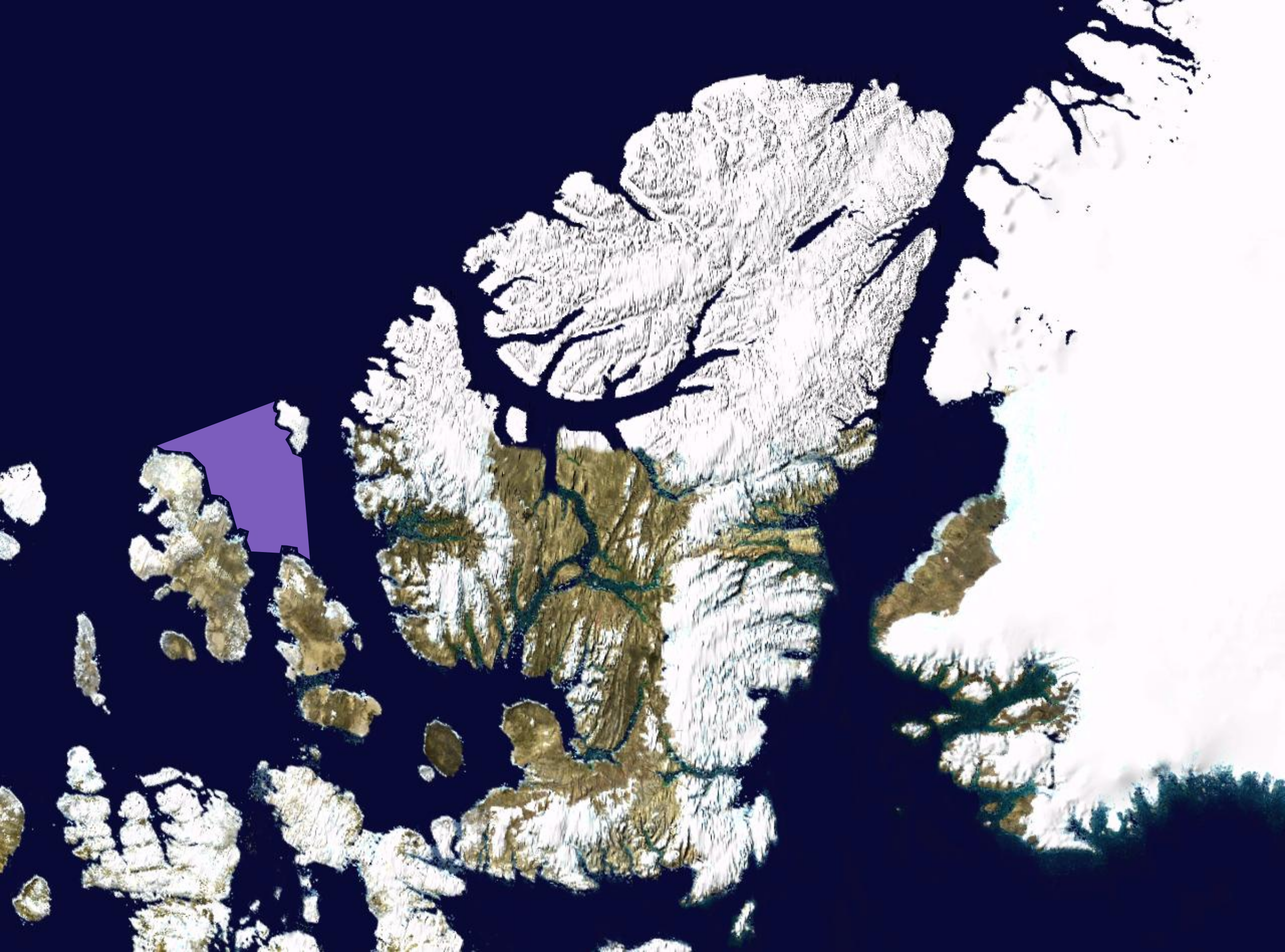
皮里海峽

皮里海峽（英語：Peary Channel）是加拿大努納武特的海峽，位於北冰洋，長193公里、寬97公里，北鄰米恩島，東臨阿克塞爾海伯格島，南毗阿蒙德靈內斯島，東南面是埃勒夫靈內斯島。